# Lasiocnemus fascipennis
Lasiocnemus fascipennis is een vliegensoort uit de familie van de roofvliegen (Asilidae). De wetenschappelijke naam van de soort is voor het eerst geldig gepubliceerd in 1939 door Engel & Cuthbertson.
De vleugels van roofvlieg worden 11,7 tot 15 millimeter lang. Hij komt voor in het Afrotropisch gebied.